# Мадьярабы
Мадьяра́бы (венг. magyarabok) — племя, проживающее в Нубии, на границе Египта и Судана. Предположительно, состоит из потомков венгров, прибывших в Нубию в XVI веке для несения пограничной службы Османской империи и смешавшихся с местными племенами. Численность мадьярабов по разным данным оценивается от 10–12 (оценка востоковеда Иштвана Фодора) до 60 (оценка пресс-секретаря Общества мадьярабов Мохамеда Хасана Османа) тысяч человек. 

## История
Предположительно, принявшие ислам венгры оказались в Египте в 1517 году, когда султан Османской империи Селим I принял их на службу и направил охранять нубийскую границу. Согласно легендам мадьярабов, они происходят от некоего Ибрагима эль-Мадьяра, военачальника из Буды, у которого родился сын Али от местной нубийки. Али, в свою очередь, имел пятерых сыновей, которые якобы и стали родоначальниками всей общины мадьярабов. Вновь «открыты» мадьярабы были в 20-х годах XX века путешественником Ласло Альмаши. В 1992 году они были приняты во Всемирный совет венгров.
Сейчас мадьярабы забыли венгерский язык, но их наречие имеет определённые черты этого языка.
Около 400 мадьярабов живут в Каире. Ещё одна община, отличная от мадьярабов, но также выводящая своё происхождение из Венгрии (правда, относящая своё появление в Африке ко временам Марии-Терезии), проживает в Асуане.